# 恰克圖區

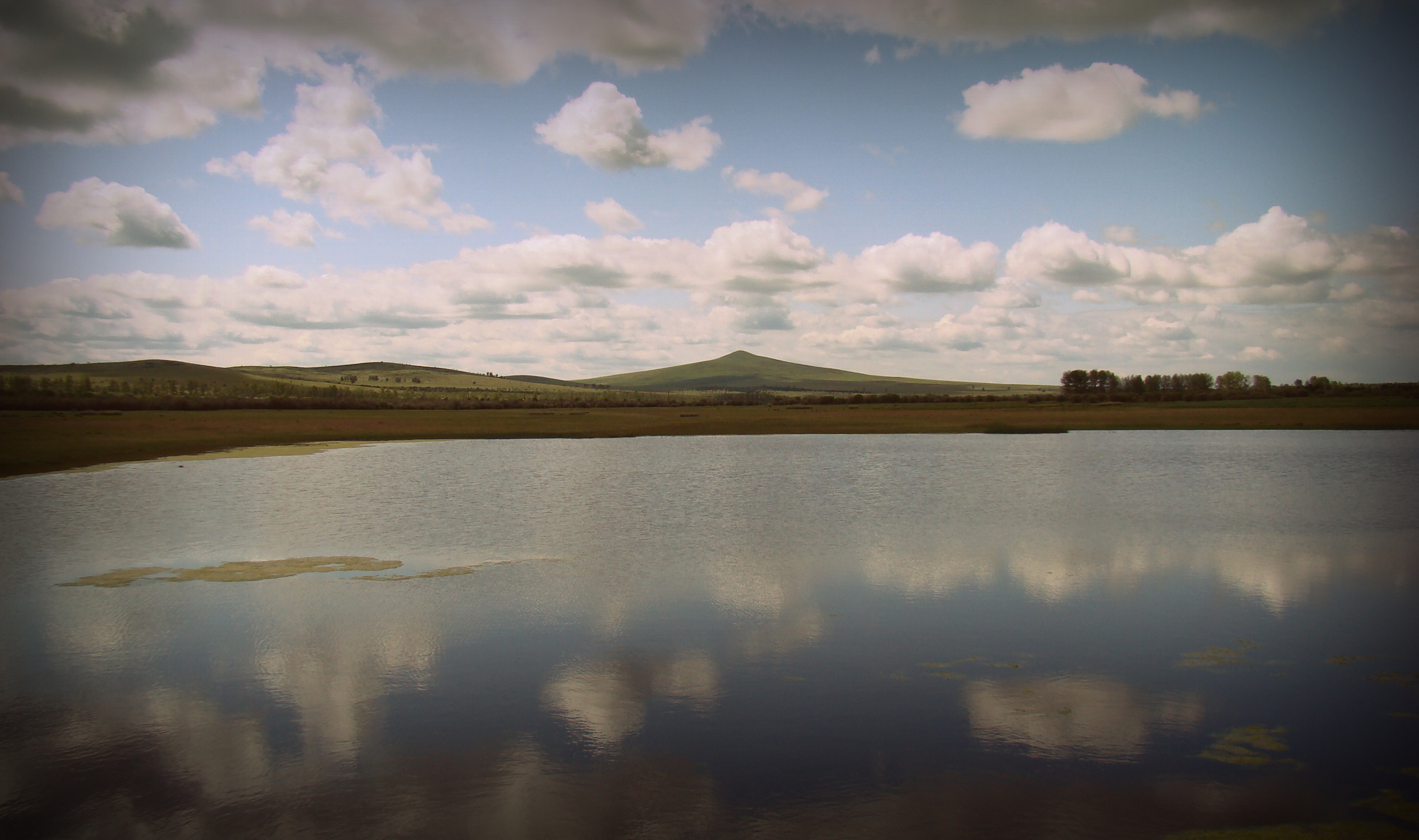

50°21′N 106°27′E / 50.350°N 106.450°E
恰克圖區（俄语：Кяхтинский район），是俄羅斯的一個區，位於該國南部，由布里亞特共和國負責管轄，始建於1923年12月12日，面積4,684平方公里，2010年人口39,785，人口密度每平方公里8.49人。